# Hanchala, Bangarapet
Hanchala là một làng thuộc tehsil Bangarapet, huyện Kolar, bang Karnataka, Ấn Độ.